# Cipus
Genucius Cipus ist ein mythischer römischer Feldherr aus der Frühzeit der Republik. Bei der Rückkehr von einer erfolgreichen Schlacht entdeckt Cipus kurz vor den Toren Roms im Wasser eines Flusses, dass ihm Hörner gewachsen sind. Daraufhin opfert er und fragt einen Opferschauer nach der Bedeutung dieses Omens. Ein Haruspex prophezeit ihm die Königsherrschaft über Rom. Wohl in Erinnerung an die tyrannische Regierung des letzten römischen Königs, Tarquinius Superbus, verzichtet Cipus und will ins Exil gehen. An der Porta Raudusculana, dem Stadttor der Servianischen Mauer, vor dem diese Episode spielt, wird daraufhin eine Skulptur angebracht als Erinnerung an diese Geschichte.
Ovid beschreibt mit dieser Episode in seinen Metamorphosen keine konkrete Verwandlung; die Geschichte dient eher als Aition zur Erklärung der Skulptur – einschließlich einer Kritik am Prinzipat des Augustus.